# Seznam stavkov S
Obvestilni stavki oziroma stavki S (angl. Safety = varnost) so standardna obvestila o nevarnih snoveh in pripravkov; vsak opozorilni stavek ima tudi številčno oznako (na primer stavek S1, S33 ...). Uporabljajo se v mednarodnem prostoru, v Evropski uniji pa so bili objavljeni v direktivi 67/548/EEC.

## Seznam stavkov S
| Oznaka | Pomen |
| ------ | --- |
| S1     | Hraniti zaklenjeno. |
| S2     | Hraniti izven dosega otrok. |
| S3     | Hraniti na hladnem. |
| S4     | Hraniti izven bivališč. |
| S5     | Hraniti pod/v... (ustrezno tekočino določi proizvajalec).                                                                                 |
| S6     | Hraniti v ... (ustrezen inertni plin določi proizvajalec).                                                                                |
| S7     | Hraniti v tesno zaprti posodi. |
| S8     | Posodo hraniti na suhem. |
| S9     | Posodo hraniti na dobro prezračevanem mestu.                                                                                              |
| S10    | Vsebino hraniti mokro. |
| S11    | Ni določeno. |
| S12    | Posoda ne sme biti tesno zaprta. |
| S13    | Hraniti ločeno od hrane, pijače in krmil.                                                                                                 |
| S14    | Hraniti ločeno od ... (nezdružljive snovi določi proizvajalec).                                                                           |
| S15    | Varovati pred toploto. |
| S16    | Hraniti ločeno od virov vžiga - ne kaditi.                                                                                                |
| S17    | Hraniti ločeno od gorljivih snovi. |
| S18    | Previdno ravnati s posodo in jo previdno odpirati.                                                                                        |
| S20    | Med uporabo ne jesti in ne piti. |
| S21    | Med uporabo ne kaditi. |
| S22    | Ne vdihavati prahu. |
| S23    | Ne vdihavati plina/dima/hlapov/meglice (ustrezno besedilo določi proizvajalec).                                                           |
| S24    | Preprečiti stik s kožo. |
| S25    | Preprečiti stik z očmi. |
| S26    | Če pride v stik z očmi, takoj izpirati z obilo vode in poiskati zdravniško pomoč.                                                         |
| S27    | Takoj sleči vso onesnaženo obleko. |
| S28    | Ob stiku s kožo takoj izpirati z obilo ... (sredstvo določi proizvajalec).                                                                |
| S29    | Ne izprazniti v kanalizacijo. |
| S30    | Nikoli dolivati vode v ta izdelek. |
| S33    | Preprečiti statično naelektrenje. |
| S35    | Vsebina in embalaža morata biti varno odstranjeni.                                                                                        |
| S36    | Nositi primerno zaščitno obleko. |
| S37    | Nositi primerne zaščitne rokavice. |
| S38    | Ob nezadostnem prezračevanju nositi primerno dihalno opremo.                                                                              |
| S39    | Nositi zaščito za oči/obraz. |
| S40    | Tla in predmete, onesnažene s to snovjo/pripravkom, očistiti s/z .. (čistilo določi proizvajalec).                                        |
| S41    | Ne vdihovati plinov, ki nastanejo ob požaru in/ali eksploziji.                                                                            |
| S42    | Med zaplinjanjem /razprševanjem nositi primerno dihalno opremo (natančnejše pogoje določi proizvajalec).                                  |
| S43    | Za gašenje uporabiti ... (natančno navesti vrsto gasila in opreme za gašenje. Če voda povečuje nevarnost, dodati: "Ne uporabljati vode"). |
| S45    | Ob nezgodi ali slabem počutju, takoj poiskati zdravniško pomoč. Po možnosti pokazati nalepko.                                             |
| S46    | Če pride do zaužitja, takoj poiskati zdravniško pomoč in pokazati embalažo ali etiketo.                                                   |
| S47    | Hraniti pri temperaturi, ki ne presega ...° C (temperaturo določi proizvajalec).                                                          |
| S48    | Hraniti prepojeno s/z ... (primerno omočilo določi proizvajalec).                                                                         |
| S49    | Hraniti v izvirni posodi. |
| S50    | Ne mešati s/z ...(določi proizvajalec).                                                                                                   |
| S51    | Uporabiti le v dobro prezračevanih prostorih.                                                                                             |
| S52    | Ne uporabljati na velikih notranjih površinah.                                                                                            |
| S53    | Izogibati se izpostavljanju - pred uporabo pridobiti posebna navodila.                                                                    |
| S56    | Snov/pripravek in embalažo predati odstranjevalcu nevarnih ali posebnih odpadkov.                                                         |
| S57    | S primerno posodo preprečiti onesnaženje okolja.                                                                                          |
| S59    | Posvetovati se s proizvajalcem/dobaviteljem o ponovni predelavi/recikliranju.                                                             |
| S60    | Snov /pripravek in embalažo odstraniti kot nevaren odpadek.                                                                               |
| S61    | Ne izpuščati/odlagati v okolje. Upoštevati posebna navodila/varnostni list.                                                               |
| S62    | Po zaužitju ne izzivati bruhanja: takoj poiskati zdravniško pomoč in pokazati embalažo in nalepko.                                        |
| S63    | V primeru nezgode pri vdihavanju: prizadeto osebo umakniti na svež zrak in pustiti počivati.                                              |
| S64    | Pri zaužitju spirati usta z vodo (samo če je oseba pri zavesti).                                                                          |

## Kombinacije
| Oznaka     | Pomen |
| ---------- | --- |
| S1/2       | Hraniti zaklenjeno in izven dosega otrok.                                                                                              |
| S3/7       | Hraniti v tesno zaprti posodi na hladnem.                                                                                              |
| S3/7/9     | Hraniti v tesno zaprti posodi na hladnem, dobro prezračevanem mestu.                                                                   |
| S3/9/14    | Hraniti na hladnem, dobro prezračevanem mestu ločeno od ... (Nezdružljive snovi, ki jo je navedel proizvajalec).                       |
| S3/9/14/49 | Hraniti samo v izvirni posodi na hladnem, dobro prezračevanem mestu ločeno od ... (Nezdružljive snovi, ki jo je navedel proizvajalec). |
| S3/9/49    | Hraniti samo v izvirni posodi na hladnem, dobro prezračevanem mestu.                                                                   |
| S3/14      | Hraniti v hladnem in proč od ... (Nezdružljive snovi, ki jo je navedel proizvajalec).                                                  |
| S7/8       | Hraniti v tesno zaprti in suhi posodi.                                                                                                 |
| S7/9       | Hraniti v tesno zaprti posodi na dobro prezračevanem mestu.                                                                            |
| S7/47      | Hraniti v tesno zaprti posodi pri temperaturi, ki ne presega ... oC (, ki ga določi proizvajalec).                                     |
| S20/21     | Med uporabo ne jesti, piti in ne kaditi.                                                                                               |
| S24/25     | Izogibajte se vdihavanju, stiku s kožo in očmi. Nositi primerno zaščitno obleko in zaščitne rokavice.                                  |
| S27/28     | Ob stiku s kožo nemudoma sleči vso onesnaženo obleko in takoj izprati z obilo ... (, ki ga določi proizvajalec).                       |
| S29/35     | Ne izprazniti v kanalizacijo. |
| S29/56     | Ne izprazniti v kanalizacijo. |
| S36/37     | Nositi primerno zaščitno obleko in zaščitne rokavice.                                                                                  |
| S36/37/39  | Nositi primerno zaščitno obleko, zaščitne rokavice in zaščito za oči / obraz.                                                          |
| S36/39     | Nositi primerno zaščitno obleko in zaščito za oči / obraz.                                                                             |
| S37/39     | Nositi primerne zaščitne rokavice in zaščito za oči / obraz.                                                                           |
| S47/49     | Hraniti samo v izvirni posodi pri temperaturi, ki ne presega ... oC (, ki ga določi proizvajalec).                                     |